# Liwā' al Kūrah
Liwā' al Kūrah (arabiska: لواء الكورة) är ett departement i Jordanien.   Det ligger i guvernementet Irbid, i den norra delen av landet, 60 km norr om huvudstaden Amman. Arean är 210 kvadratkilometer.
Terrängen i Liwā' al Kūrah är bergig.